# Adalbert van Bremen

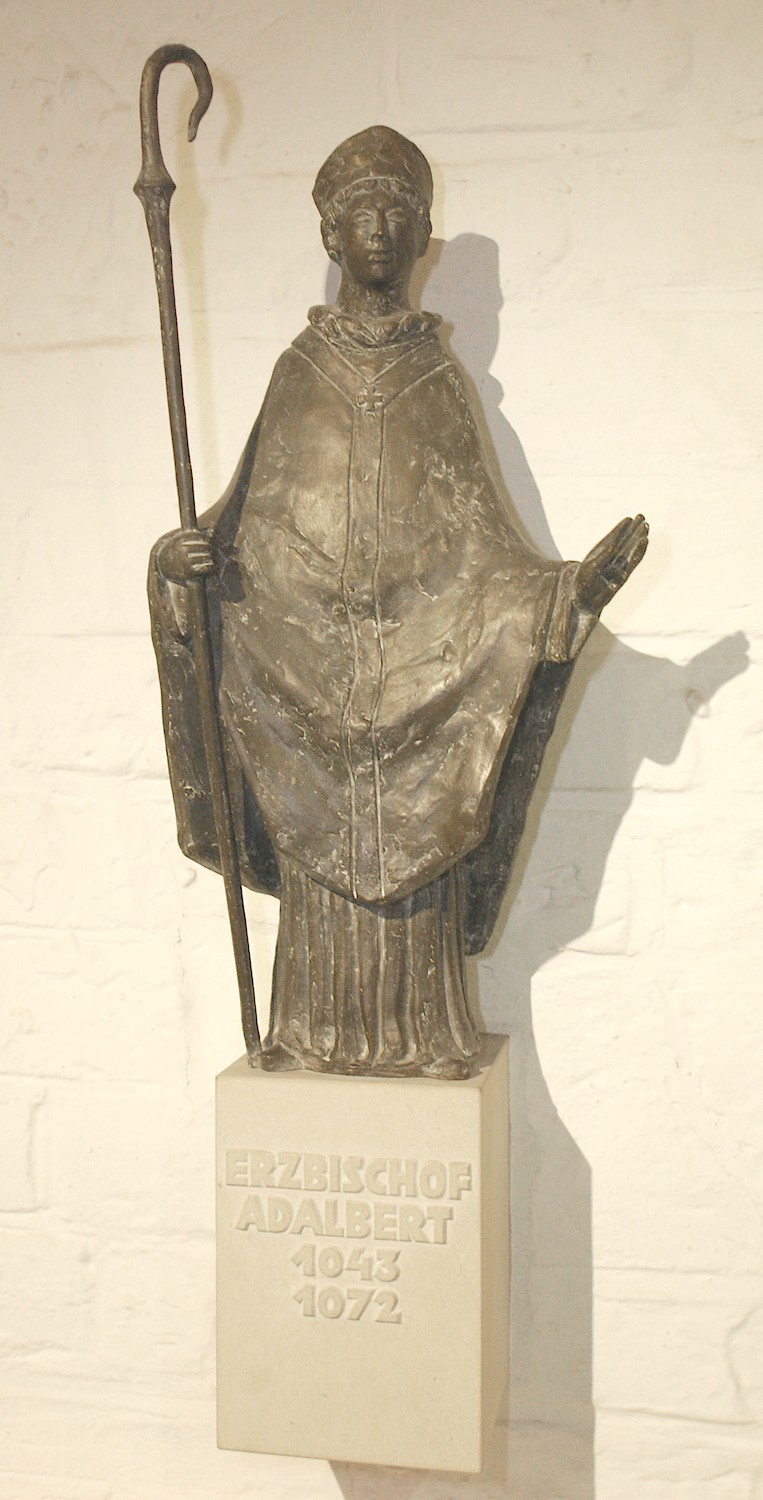
Aartsbisschop Adalbert, bronzen beeld van Heinrich G. Bücker in het Bremer dommuseum

Adalbert van Bremen (ook: Albert, Adalbert I) (rond 1000 waarschijnlijk Goseck - 16 maart 1072 in Goslar) was van 1043 tot 1072 aartsbisschop van Bremen en Hamburg. Hij was ten tijde van de regering van keizer Hendrik IV een van de leidende figuren in het Heilige Roomse Rijk. 
- Gemeinsame Normdatei: 118500503
- International Standard Name Identifier: 0000 0001 2208 4282
- Library of Congress Control Number: n78069225
- Nationale Bibliotheek van Tsjechië: ola2002113122
- Système universitaire de documentation: 15854014X
- Union List of Artist Names: 500353291
- Virtual International Authority File: 263789810
- WorldCat: E39PBJyGXqqh3BdTdXPy73V6Kd